# Полиперхон
Полипе́рхон, также Полиперхонт, Полисперхон, Полисперхонт (др.-греч. Πολυπέρχων; 380-е годы до н. э., Тимфея — после 308 года до н. э.) — один из военачальников Александра Македонского, регент Македонской империи, участник войн диадохов.
В возрасте 50—60 лет Полиперхон стал одним из военачальников Александра Македонского во время его азиатских походов. Полиперхон командовал таксисом фаланги в битвах при Иссе и Гавгамелах, индийском походе. После смерти Александра Полиперхон стал ближайшим приближённым наместника македонского царя в самой Македонии Антипатра. В 319 году до н. э. Антипатр перед смертью в преклонном возрасте назначил регентом Македонской империи Полиперхона, а своего сына Кассандра хилиархом, вторым по влиянию человеком в Македонии. Сын Антипатра Кассандр не согласился с ролью военачальника при Полиперхоне и восстал.
В ходе последующей Второй войны диадохов Полиперхон проиграл. В его владении остались лишь несколько полисов на Пелопоннесе, в том числе Коринф и Сикион. Во время Третьей войны диадохов он заключил кратковременный союз с Антигоном, однако затем перешёл на сторону Кассандра. Около 309/308 года до н. э. Полиперхон предпринял очередной военный поход в Македонию под официальным предлогом восстановления власти царской династии Аргеадов. Предварительно, он убедил переехать на Пелопоннес из Пергама незаконнорожденного сына Александра Македонского от Барсины Геракла. Кассандр опасался, что его воины перейдут на сторону Полиперхона ради воцарения сына Александра и предложил союз, главным условием которого было убийство Геракла. Полиперхон принял предложение Кассандра и убил юношу. Дальнейшая судьба Полиперхона достоверно неизвестна.

## Биография

### Происхождение. Участие в походах Александра Македонского
Полиперхон родился между 390 и 380 годами до н. э. Его отец Симмий принадлежал к местной аристократии верхнемакедонской области Тимфеи, которая располагалась в долине русла Альякмона на границе с Фессалией, и был потомком царской династии местных царей. Также у Полиперхона был брат Андромен, чьи сыновья Аминта, Симмий, Аттал и Полемон стали военачальниками армии Александра Македонского.

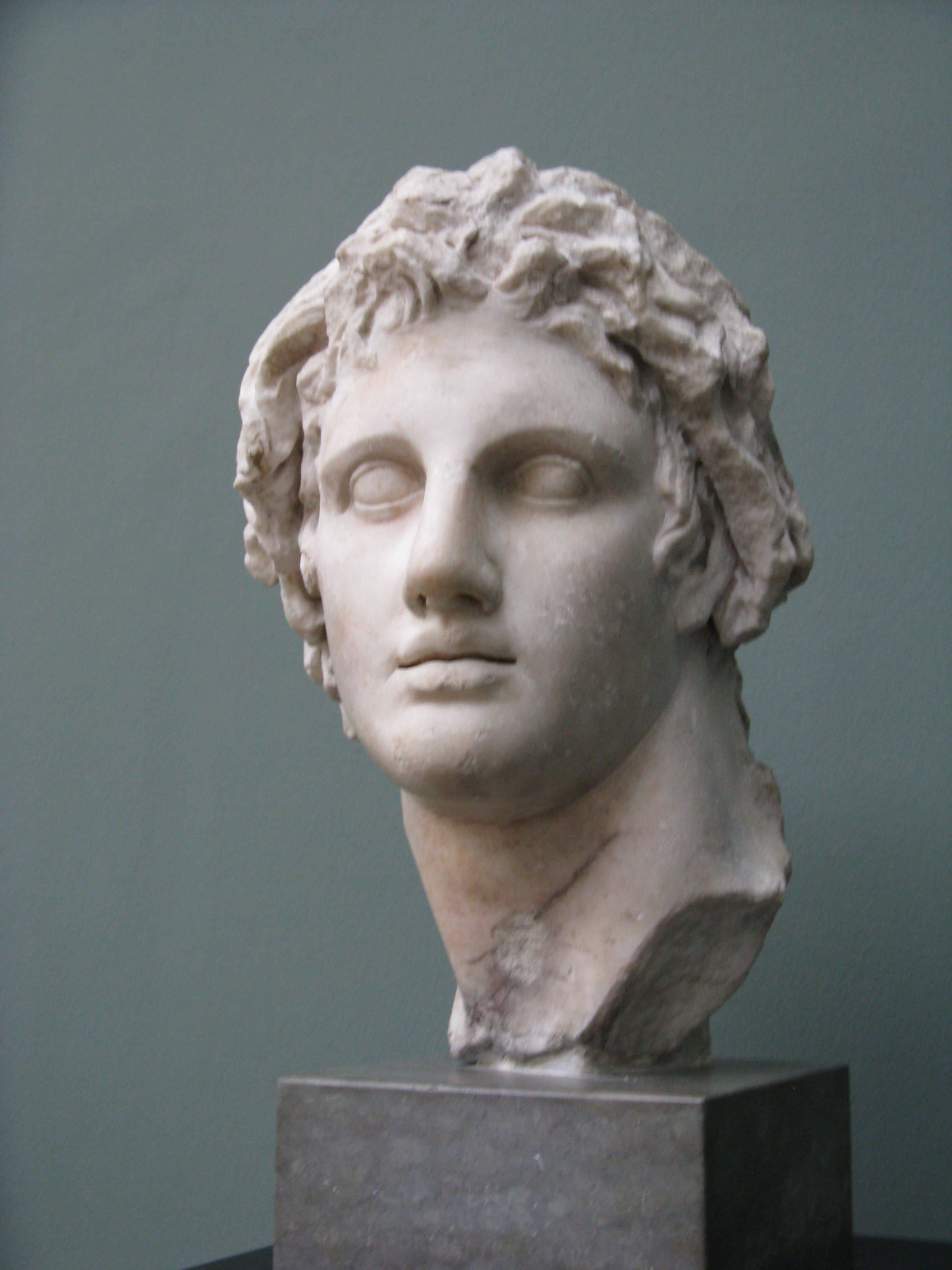
Полиперхон в качестве одного из военачальников участвовал практически во всех походах Александра Македонского
Античный бюст в Новой глиптотеке Карлсберга, Копенгаген, Дания

Клавдий Элиан приводит слух, что в молодости Полиперхон был разбойником. Данный фрагмент находится среди других двадцати, в большинстве случаев, недостоверных утверждений о происхождении и молодых годах известных деятелей античности и соответственно не заслуживает доверия. О ранних годах жизни Полиперхона ничего неизвестно. В возрасте 50—60 лет он стал участником похода Александра в империю Ахеменидов. В контексте похода Полиперхон впервые упомянут в связи с событиями 333 года до н. э., когда он был поставлен командовать тимфейским таксисом фаланги после гибели в битве при Иссе прежнего командира Птолемея. В битве при Гавгамелах 331 года до н. э. Полиперхон командовал своим полком, который располагался, согласно Диодору Сицилийскому и Арриану, в центре между таксисами Мелеагра и Аминты, которым временно командовал Симмий. Квинт Курций Руф при описании битвы при Гавгамелах поместил таксис Полиперхона во вспомогательные войска.
Согласно Квинту Курцию Руфу, в 331/330 году до н. э. Александр отправил таксисы Полиперхона, Аминты, Кена в сопровождении конницы Филоты форсировать реку Аракс, пока Александр сражался с войском Ариобарзана.
Полиперхон упомянут среди тех военачальников, которых Александр в 328 году до н. э. оставил в Бактрии, чтобы они не допустили восстания в этой области. При описании событий 327 года до н. э. Квинт Курций Руф упоминает эпизод, когда Александр стал вводить несвойственное для македонян почитание своей персоны. Когда один из персов совершил проскинезу (земной поклон с целованием ноги) Полиперхон стал над ним смеяться. Александр рассердился, стащил его с ложа и бросил на землю. В. Хеккель считал это свидетельство Курция Руфа ошибочным, так как подобную историю Арриан приводил относительно Леонната. Также в указанный промежуток времени Полиперхон не находился при дворе Александра.
В начале Индийского похода в 327 году до н. э. Александр оставил Полиперхона под командованием Кратера в Андаке с приказом покорить провинцию и уничтожить те города, которые окажут сопротивление. Через некоторое время он присоединился к войскам Александра в области Аригея, где царь приказал войску отстроить ранее разрушенный город. Через некоторое время Полиперхон со своим таксисом вновь влился в основное войско и участвовал в покорении массагетов и ассакенов. Практически всю вторую половину похода Полиперхон находился под командованием Кратера. Во время битвы при Гидаспе в 326 году до н. э. Александр оставил полки Алкеты, Полиперхона и конницу Кратера для охраны лагеря. Им было приказано не начинать переправу до тех пор, пока Пор находится на другом берегу, либо не потерпит поражения.
В августе 324 года до н. э. Александр поручил Кратеру отвести в Македонию отряд из десяти тысяч ветеранов. Военачальнику было поручено сменить Антипатра на должности наместника македонского царя в его европейских владениях. Антипатру следовало отправиться к Александру с войском новобранцев. Помощником Кратера был назначен Полиперхон. Арриан объясняет это плохим самочувствием Кратера. Если бы с ним что-то случилось, то его место должен был занять Полиперхон. Путешествие Кратера было крайне неторопливым. К моменту смерти Александра в июне 323 года до н. э. Кратер и, соответственно, Полиперхон находились в Киликии.

### После смерти Александра Македонского. Участие в первой войне диадохов
Смерть Александра с последующим восстанием греков, получившее название Ламийской войны, перечеркнули все планы Кратера. Антипатр оказался в крайне сложном положении. Македонское войско было разбито в битве при Фермопилах, а его остатки осаждены в Ламии. Антипатр отправил к Кратеру, который на тот момент находился в Киликии, и к сатрапу Геллеспонтской Фригии Леоннату письма с просьбой о помощи. Какое-то время Кратер находился в Киликии, однако затем прибыл в Македонию с десятью тысячами пехотинцами, тысячей персидских лучников и пращников и 1500 всадниками. Эти подкрепления переломили ход военных действий. Во время Ламийской войны Кратер добровольно уступил командование Антипатру. После Ламийской войны Антипатр с Кратером предприняли поход против этолийцев. Несмотря на первоначальные успехи, военачальники не смогли довести кампанию до победы, так как регент Македонской империи Пердикка решил объявить войну Антипатру. На этом фоне на военном совете македонские военачальники приняли решение заключить мир с этолийцами на любых приемлемых условиях. Всё это время, пока Антипатр с Кратером находились в походах Полиперхон выполнял функцию их наместника в самой Македонии.
В то время как Антипатр с Кратером вели военные действия с лояльными Пердикке войсками Полиперхон был поставлен во главе Греции и Македонии. В это время этолийцы заключили союз с Пердиккой и вторглись в Фессалию с целью отвлечь Антипатра от военных действий в Азии. Их стратег Александр Этолиец смог не только захватить несколько городов, осадить самый важный город в озольской Локриде Амфиссу, разбить македонское войско под командованием Поликла, но и удвоить войско за счёт присоединившихся фессалийцев. Череда успехов этолийцев была прервана вторжением в их область войска из Акарнании. Этолийцы были вынуждены вернуться домой, однако они оставили часть войска, преимущественно из местных контингентов под командованием Менона Фарсальского в Фессалии. В то время как этолийцы освобождали свою землю от акарнанцев Полиперхон с сильной армией вступил в Фессалию и разгромил войско Менона. Сам военачальник погиб во время сражения.
Первая война диадохов завершилась гибелью Пердикки и победой Антипатра, который во время очередного раздела империи в Трипарадисе стал регентом Македонской империи. Следующие пару лет Полиперхон находился при дворе Антипатра. В 319 году до н. э. Антипатр перед смертью в преклонном возрасте назначил регентом Македонской империи Полиперхона, а своего сына Кассандра хилиархом, вторым по влиянию человеком в Македонии. А. С. Шофман отмечал странность завещания Антипатра. В семье регента не было каких-либо конфликтов. Также он поручал своим сыновьям весьма ответственные задания. Историк предположил, что завещание могло быть поддельным, либо было обусловлено помутнением разума престарелого Антипатра. Возможно, таким образом Антипатр хотел предотвратить гражданскую войну в самой Македонии.

### Вторая война диадохов

#### Регент Македонской империи
Сын Антипатра Кассандр не согласился с ролью военачальника при Полиперхоне и восстал. Сразу же после смерти отца он отправил Никанора, чтобы тот сменил Менилла на должности командира македонского гарнизона в крепости над Афинами Мунихий, до того как новость о смерти Антипатра станет всеобщим достоянием. Кассандр вступил в союз с Птолемеем, Антигоном, поднял мятеж в греческих полисах, пообещав им независимость. Полиперхон был вынужден предпринимать срочные действия. Он объявил амнистию Эвмену, который был приговорён к казни в Трипарадисе. Диодор Сицилийский утверждал, что регент Македонской империи Полиперхон прислал командирам аргираспидов Антигену и Тевтаму, которые охраняли царскую сокровищницу в Киинде, письмо с приказом принести присягу «стратегу Азии» Эвмену, а также выдать ему из сумму в 500 талантов. Также Полиперхон написал письмо в Эпир матери Александра Македонского Олимпиаде с предложением военного союза. Регент Македонской империи просил Олимпиаду вернуться в Македонию, заняться воспитанием внука Александра и получить определённую власть в Македонии. Для македонян было важно видеть воспитательницей своего царя знакомую царицу, а не чужеземку Роксану. Сначала Олимпиада ответила отказом. Также к Полиперхону присоединился сатрап Лидии Клит. Этот военачальник решил не дожидаться завоевания своей сатрапии Антигоном, оставил гарнизоны в самых крупных городах и отплыл в Македонию, чтобы найти помощь у Полиперхона.
Особое внимание Полиперхон уделил недопущению восстания греков. Им был издан указ, по которому македоняне подтверждали привилегии греческих полисов, которые те имели при Филиппе II и Александре. Также Полиперхон в начале 318 года до н. э. отправил армию под командованием своего сына Александра в Аттику, чтобы занять крепости, в которых находился Никанор. Афиняне сначала предполагали, что получат Мунихий и Пирей обратно в своё управление. Однако вскоре они осознали, что действия Александра преследуют собственные цели, которые никак не согласуются с афинскими, после чего отстранили от должности своих магистратов, заменив их радикальными демократами.
Изгнанники отправились к Полиперхону, который вместе с войском находился в Фокиде. Одновременно к регенту отправили своё посольство и афиняне. Выступление сторон закончилось скандалом, после чего Полиперхон приказал Клиту отвезти изгнанников в Афины, где тех казнили.
Приблизительно в это же время Кассандр, который получил от Антигона флот и войско, прибыл в занятый Никанором Пирей. Полиперхон прибыл в Аттику, однако не смог организовать должную осаду. Тогда он оставил в Аттике часть армии под командованием сына, а сам отправился на Пелопоннес, где Полиперхон обсудил с представителями городов вопрос о союзе. Также он приказал предать смерти ставленников Антипатра, которых подозревал в лояльности к его сыну Кассандру. Из всех полисов полуострова верность Кассандру сохранил лишь Мегалополь.

#### Череда неудач под Мегалополем, в Эгейском море и в Македонии. Потеря власти
В войске Полиперхона находилось 65 боевых слонов. Это был первый случай участия элефантерии в сражениях на Пелопоннесе. Полиперхон обустроил под стенами Мегалополя два лагеря — один для македонян и другой для союзников. По его приказу были построены деревянные башни выше городских стен. Предположительно слоны помогали создавать осадные сооружения. На башнях были установлены метательные машины для того, чтобы подавить сопротивление защитников Мегалополя на стенах. Одновременно была начата работа по прокладыванию подкопов, в которые закладывали зажигательные мины. В целом осада повторяла отработанную при Александре тактику взятия городов. После того как земля просела, обвалились городские башни. В ходе последующего сражения жители города не только отбили натиск македонян, но и начали строить вторую линию обороны.
На следующий день войска Полиперхона стали расчищать поле битвы от обломков построек. Стратег Мегалополя Дамис, «который был в Азии с Александром и по опыту знал природу и обхождение» со слонами, понял план Полиперхона, который состоял а атаке бреши в городской стене боевыми слонами. Это был первый известный в истории случай попытки ввести в город боевых слонов и использовать их в уличных боях. Предстоящей атаке Дамис противопоставил своего рода «минное поле». Он распорядился установить в бреши доски с гвоздями, которые слегка присыпали песком. На флангах Дамис поставил стрелков и метательные машины. Во время последующего штурма слоны шли впереди. Воины на флангах поразили погонщиков. Израненные гвоздями и стрелами слоны без управления погонщиков вышли из-под контроля. Они начали метаться по полю битвы и растоптали множество воинов Полиперхона. После того как рухнул главный слон, Полиперхон был вынужден прекратить штурм.
По мнению Я. Зайберта Полиперхон обладал мощной силой, которую представляли собой боевые слоны, но не имел должного представления о её использовании. Тактический приём Дамиса, который помог выиграть сражение, вошёл в историю как первый случай использования «ежей» против элефантерии, которые до этого использовали лишь для конницы.
Неудачный штурм, во время которого Полиперхон потерял своих слонов, стал спасением для города. Регент Македонской империи уже не мог надеяться на быстрый захват Мегалополя. Также к нему поступали неутешительные известия о планах Антигона переправиться через Геллеспонт в Европу. Одновременно успешные действия Кассандра, который захватил Эгину, победил афинян в морском сражении, после чего стратег Саламина Аскетад сдал остров без боя, требовали решительных действий. Поэтому Полиперхон был вынужден снять осаду и с ослабленным войском поспешил покинуть Пелопоннес. Около Мегалополя он оставил лишь небольшой контингент для наблюдения за городом.
В том же 318 году до н. э. Полиперхон назначил своим флотоводцем Клита, которому приказал не допустить переправки войск Антигона из Азии в Европу. Вблизи греческого полиса Византий состоялось двухдневное сражение, в ходе которого Клит потерял весь флот и был убит.
Череда неудач привела к тому, что греческие города стали переходить на сторону Кассандра. Афины заключили мир с Кассандром, а власть в 317 году до н. э. перешла в руки Деметрия Фалерского. Одновременно жена царя Македонии Филиппа III Арридея Эвридика, которая реально руководила своим слабоумным супругом, перешла на сторону Антигона и Кассандра. От имени супруга она письмом уведомила Полиперхона, что новым регентом становится Кассандр, которому следует передать управление царской армией.

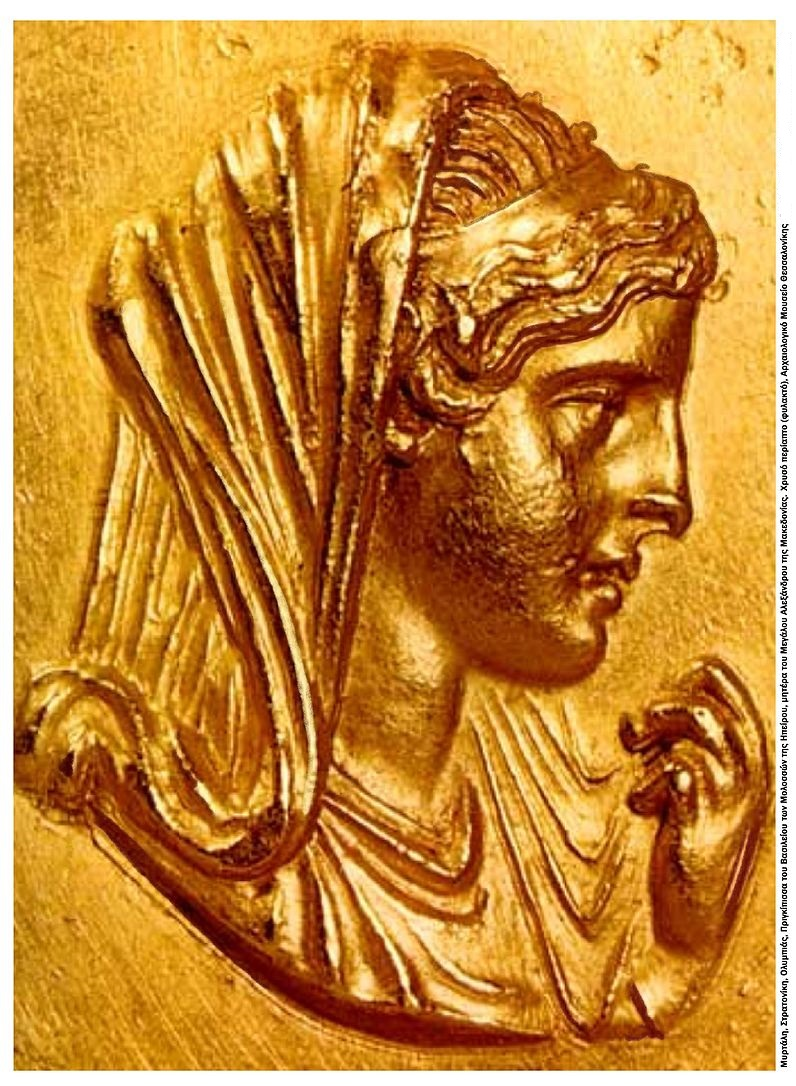
Ситуативной союзницей Полиперхона была эпирская царица и мать Александра Македонского Олимпиада. Союз с Полиперхоном стоил ей жизни
Изображение Олимпиады на отчеканенном при Каракалле (198—217) римском медальоне. Археологический музей Салоник, Греция

В этих крайне сложных обстоятельствах Полиперхон отправился в Эпир, где реальной властью обладала Олимпиада. Полиперхон предложил Олимпиаде вернуться в Македонию и заняться воспитанием внука Александра. По одной из версий, официально Олимпиада стала соправительницей Полиперхона. Чтобы убедить царя эпиротов Эакида выступить в поход Олимпиада и Полиперхон пообещали женить малолетнего сына Александра Македонского на его дочери Деидамии.
Полиперхон вместе с Олимпиадой и войском эпиротов вторгся в Македонию в 317 году до н. э., в то время как Кассандр с армией был занят подчинением греческих городов. Этой армии противостояло войско под командованием Эвридики. В битве при Эвии союзное войско победило. После известия о захвате Македонии Олимпиадой с Полиперхоном Кассандр, который находился с войском на Пелопоннесе, был вынужден отправиться в Македонию. Хоть союзные Олимпиаде и Полиперхону этолийцы и перекрыли Фермопильское ущелье, это не помешало войскам Кассандра попасть в Македонию, переплыв на территорию Фессалии. Войско Полиперхона отправилось навстречу Кассандру. Из Фессалии в Македонию было две дороги — через Темпейскую долину и через горные проходы из Перребии в македонскую Пиерию. Полиперхон не имел достаточного числа воинов, чтобы перекрыть обе дороги. Кассандр в свою очередь разделил своё войско на несколько частей. Дений смог занять дорогу через Темпейскую долину и отбросить отряды Олимпиады, Каллас — блокировал Полиперхона в Перребии, Кассандр с основным войском через перребские проходы вступил в Македонию. Каллас смог не только сковать силы Полиперхона, но и подкупом убедил перейти на свою сторону большую часть его воинов. На фоне угрожавшей ей опасности Олимпиада укрылась в прибрежной крепости в Пидне.
После капитуляции Пидны и казни Олимпиады Кассандр стал единоличным правителем Македонии. Полиперхон с несколькими приближёнными был вынужден бежать из Перребии в Этолию. В его власти оставались лишь часть полисов на Пелопоннесе, главными из которых были Коринф и Сикион.

### Третья война диадохов
В 315 или 314 году до н. э. Антигон отправил на Пелопоннес своего доверенного человека Аристодема на Пелопоннес, чтобы заключить союз с Полиперхоном и его сыном Александром, а также набрать войско для войны с Кассандром. Миссия Аристодема была успешной. Он смог заручиться поддержкой спартанских властей и навербовал 8 тысяч воинов на Тенароне. Также Аристодем заключил союз с Полиперхоном, который получил статус «стратега Пелопоннеса». Возможно, Полиперхон, по настоянию Аристодема, отказался от титула регента Македонской империи, который в 319 году до н. э. он получил от престарелого Антипатра и признал верховную власть Антигона. Сын Полиперхона Александр отплыл к Антигону в Финикию для ведения переговоров.
Тем временем Кассандр смог захватить Орхомен в Аркадии, после чего отправил к Александру, сыну Полиперхона, посла Препелая. Препелай смог убедить Александра покинуть Антигона и перейти на сторону Кассандра и стать «стратегом Пелопоннеса». Античные источники не упоминают о переходе на сторону Кассандра Полиперхона. По одной из версий, Полиперхон хотел отойти от дел и передать дела сыну. Однако скорая гибель Александра заставила Полиперхона вновь вернуться в политику. Возможно, Александр заключил союз с Кассандром союз как от своего имени, так и от имени отца.
При описании последующих событий Полиперхон предстаёт врагом Антигона и, соответственно, союзником Кассандра. В 313/312 году до н. э. Антигон отправил своего племянника Телесфора с войском на пятидесяти кораблях на Пелопоннес. Миссия Телесфора вначале была весьма успешной. Он заставил Полиперхона покинуть практически все города на Пелопоннесе за исключением Коринфа и Сикиона. Пассаж у Диодора Сицилийского: «ибо в этих городах у Полиперхонта были свои ставки, поддерживаемые крупными силами и уверенностью в прочности позиции» — даёт основание предположить, что Полиперхон без боя покинул большую часть полуострова и со своими войсками укрылся в двух крепостях, где мог оказывать сопротивление.

### Последние годы
В 310/309 году до н. э. Полиперхон убедил бывшую любовницу Александра Македонского Барсину с сыном Гераклом, которые проживали в Пергаме, переехать в Грецию. После прибытия Геракла Полиперхон обратился ко всем, кто «предан царскому дому и враждебен Кассандру» выступить против правителя Македонии и восстановить власть македонской царской династии Аргеадов. Войско Полиперхона стали пополнять приверженцы царского дома. Также к нему примкнул Этолийский союз, воинов которого в первую очередь интересовала военная добыча. И. Г. Дройзен отмечал, что момент для начала похода был выбран крайне неудачно. После завершения Третьей войны диадохов и Вавилонской войны в Македонской империи царил хрупкий мир. Наиболее влиятельные диадохи не были готовы к началу очередных военных действий и не поддержали поход против правителя Македонии Кассандра.
С большим войском Полиперхон вторгся в Македонию. Правитель Македонии Кассандр опасался, что его воины перейдут на сторону Полиперхона ради воцарения сына Александра. Тогда он убедил Полиперхона убить Геракла. Взамен он обещал статус «стратега Пелопоннеса» и соправителя царя в Македонии, а также войско. Эти предложения Кассандр сопроводил богатыми дарами и обещаниями. Полиперхон принял предложение Кассандра. Он пригласил юношу на пир, на который тот вначале не явился. Тогда Полиперхон лично отправился к Гераклу и заставил прийти. После пира юноша был задушен. Согласно Юстину, Полиперхон совершил преступление тайно, а затем, также не привлекая внимания и без каких-либо погребальных почестей, забросал тела Геракла и Барсины землёй. Павсаний писал, что Геракл был отравлен. Согласно исследованию П. Уитли, поход Полиперхона в Македонию и, соответственно, смерть Геракла произошли в промежутке поздняя осень 309 года до н. э. — начало 308 года года до н. э.
Полиперхон получил от Кассандра четыре тысячи македонских воинов и пятьсот фессалийских всадников, после чего отправился на Пелопоннес. Однако он не смог пройти через Беотию, жители которой перекрыли ему дорогу. Тогда Полиперхон был вынужден отправиться на зимовку в Локриду. Пока Полиперхон находился в Центральной Греции, его невестка Кратесиполида, которая осталась управлять Коринфом и Сикионом, передала города Птолемею. В источниках приведено несколько версий события. Согласно Полиэну, Птолемей вступил в переговоры с Кратесиполидой. Она впустила солдат Птолемея в Коринф, объявив, что прибыло подкрепление из Сикиона. Возможно, она не смогла выполнить требования македонских наёмников, поэтому была вынуждена передать город Птолемею. Сообщение Полиэна несколько отличается от сведений Диодора Сицилийского, согласно которым Птолемей «отобрал Сикион и Коринф у Кратесиполиды». По одной из версий, Кратесиполида решила перейти на сторону Птолемея, так как Полиперхон заключил союз с Кассандром, с которым она враждовала. Г. Макурди предполагала, что между Птолемеем и Кратесиполидой могли идти переговоры о династическом браке. Таким образом, во время своего похода в Македонию Полиперхон потерял последние владения на Пелопоннесе и, по одной из версий, доживал последние годы в каком-то подаренном Кассандром поместье в Центральной Греции.
Два последние упоминания у Диодора Сицилийского имени Полиперхона, где он представлен союзником Кассандра, связаны с событиями 303 года до н. э. На этом основании большинство историков датируют смерть Полиперхона промежутком между 303 и 301 годами до н. э. П. Уитли и Ш. Дюнн отмечали, что данное упоминание касается фрурарха Орхомена в Аркадии Стромбиха, «которого Полиперхон поставил командиром гарнизона». Историки считали, что данный фрагмент говорит лишь о том, что Полиперхон назначил при жизни Стромбиха фрурархом Орхомена. По их версии, к 303 году до н. э. Полиперхон был уже несколько лет как мёртв, а Стромбих сохранил власть в городе. По мнению П. Пашидиса, эти фрагменты не дают однозначного ответа на вопрос был ли Полиперхон жив к 303-му году до н. э. Историк предположил, что Полиперхон умер около 308 года до н. э. По мнению П. Пашидиса, смерть тестя стала главной причиной капитуляции Кратесиполиды и передачи власти над Коринфом и Сикионом Птолемею Одновременно, В. Хеккель не исключил, что Полиперхон мог дожить до 295 года до н. э. и противостоять очередному вторжению войск Деметрия Полиоркета на Пелопоннес.

## Оценки
Диодор Сицилийский при описании назначения Полиперхона на должность регента Македонской империи утверждал, что он «был едва ли не самым старым из участников походов Александра и был отмечен за благородство македонянами». Поэт и грамматик Ликофрон в поэме «Александра» назвал Полиперхона «тимфейским змеем» в контексте истории с убийством сына Александра Македонского Геракла. Античные источники, преимущественно, описывают Полиперхона консерватором, которому претило желание Александра Македонского внедрить среди македонян персидские обычаи. Полиперхон входил в круг старшего поколения военачальников при Александре, таких как Парменион, Антипатр и Кратер, с которыми поддерживал дружеские взаимоотношения. По одной из версий, Александр предпочитал держать Полиперхона на вторых ролях в подчинении Кратера подальше от основных войск.
В интерпретации итальянских историков середины XIX века Э. Манни и М. Фонтана Полиперхон был благородным защитником царской династии Аргеадов. А. С. Шофман считал, что Полиперхон обладал всеми недостатками и пороками диадохов, а единственным его достоинством была личная храбрость. По мнению Йоны Лендеринг Полиперхон был типичным военачальником эпохи Филиппа II — верным и мужественным человеком, готовым вести войну в безнадёжных условиях. Однако он не смог сориентироваться в условиях гражданской войны и противостояния более молодых военачальников Александра Македонского. Возможно, это было связано с преклонным возрастом Полиперхона, который в силу здоровья не сумел грамотно управлять громадной империей в условиях непрекращающейся войны и не проявил никаких особых политических талантов.
По мнению А. С. Шофмана, Полиперхон заслужил всеобщее презрение после убийства сына Александра Македонского Геракла. Историк связал с данным событием уход Полиперхона с политической арены.

### Исследования
- Абакумов А. А. Боевые слоны в истории эллинистического мира (последняя треть IV — II вв. до н. э.). — М.: ООО Издательство «Книга», 2012. — 116 с. — ISBN 978-5-91899-078-0.
- Вебер Г. Всеобщая история / пер. с 2-го изд., пересмотр. и перераб. при содействии специалистов. — М.: Издание К.Т. Солдатенкова, 1886. — Т. 3. Римская история до конца республики и История александрийско-греческого мира. — ISBN 978-5-4475-2464-7.
- Гафуров Б. Г., Цибукидис Д. И. Александр Македонский и Восток. — М.: Наука, 1980.
- Дройзен И. Г. История эллинизма. — Ростов-на-Дону: Феникс, 1995. — Т. 2. — 544 с. — ISBN 5-85880-079-3.
- Маринович Л. П. Глава 4. Конец классической Греции (Ламийская война) // Эллинизм: экономика, политика, культура. — М.: Наука, 1990. — С. 103—140.
- Попов А. А., Банников А. В. Боевые слоны в армиях государств античного мира // Мнемон : исследования и публикации по истории античного мира. — СПб.: Филологический факультет СПбГУ, 2010. — № 9. — С. 119—132. — ISSN 1813-193X.
- Потёмкин В. П. История дипломатии. — М.: Директ-Медиа, 2015. — Т. 1. С древнейших времен до нового времени. — 543 с. — ISBN 978-5-4475-3518-6.
- Светлов Р. В. Пирр и военная история его времени. — СПб.: Изд-во С.-Петерб. ун-та, 2006. — 355 с. — ISBN 5-288-03892-9.
- Талах В. Н. Все, что ни пожелает царь Деметрий / Под ред.  В.Н. Талаха, С.А. Куприенко. — Киев: Видавець Купрієнко С.А., 2013. — 229 с. — ISBN 978-617-7085-01-9.
- Шахермайр Ф. Александр Македонский. — Ростов н/Д.: Феникс, 1997. — 576 с. — ISBN 5-85880-313-Х.
- Шофман А. С. Распад империи Александра Македонского / Печатается по постановлению редакционно-издательского совета Казанского университета. Отв. редактор В. Д. Жигунин. — Казань: Издательство Казанского университета, 1984.
- Billows R. Antigonos the One-eyed and the Creation of the Hellenistic State (англ.). — Berkeley; Los Angeles; London: University of California Press, 1997. — ISBN 0-520-06378-3.
- Carney E. D. Olympias. Mother of Alexander the Great (англ.). — New York • London: Routledge, 2006. — 221 p. — (Women of the Ancient World). — ISBN 0-415-33316-4.
- Grabowski T. Ptolemys Military and Political Operations in Greece in 314 308 BC (англ.) // ELECTRUM. — Krakow, 2008. — Vol. 14. — P. 33—44.
- Grainger J. D. Antipater’s Dynasty (англ.). — Yorkshire; Philadelphia: Pen & Sword Military, 2019. — 271 p. — ISBN 978-1-52673-088-6.
- Hammond N. G. L., Griffith G. T., Walbank F. W. A History of Macedonia (англ.). — Oxford: Clarendon Press, 1988. — Vol. III: 336-167 B.C.. — ISBN 0-l9-814814-1.
- Heckel W. Who's Who in the Age of Alexander the Great: Prosopography of Alexander's Empire (англ.). — Malden; Oxford; Carlton: Blackwell Publishing, 2006. — ISBN 1-4051-1210-7.
- Heckel W. Who's Who in the Age of Alexander and his Successors. From Chaironea to Ipsos (338—301 BC) (англ.). — Barnsley: Greenhill Books, 2021. — 554 p. — ISBN 978-1-78438-648-1.
- Kirchner J.[нем.]. Aristodemos 16 // Paulys Realencyclopädie der classischen Altertumswissenschaft :  [нем.] / Georg Wissowa. — Stuttgart : J. B. Metzler’sche Verlagsbuchhandlung, 1895. — Bd. II, 1. — Kol. 923—924.
- Kistler J. M. War Elephants (англ.). — Lincoln; London: University of Nebraska Press, 2007. — ISBN 978-0-8032-6004-7.
- Lendering Jona[англ.]. Polyperchon (англ.). Livius.org[нидерл.] (2020). Дата обращения: 3 сентября 2023.
- Macurdy G. H.[англ.]. The Political Activities and the Name of Cratesipolis (англ.) // The American Journal of Philology. — The Johns Hopkins University Press, 1929. — Vol. 50, no. 3. — P. 273—278. — doi:10.2307/289951. — JSTOR 289951.
- Paschidis P. Missing years in the biography of Polyperchon (318/7 and 308 BC onwards) (англ.) // Tekmeria. — Rome: American Academy in Rome, 2008. — Vol. 9. — P. 233—250. — ISSN 1106-661X. — doi:10.12681/tekmeria.222.
- Pitt E. M., Richardson W. P. Hostile Inaction? Antipater, Craterus and the Macedonian Regency (англ.) // The Classical Quarterly. — Cambridge: Cambridge University Press, 2017. — Vol. 67, iss. 1. — P. 1—11. — ISSN 0009-8388. — doi:10.1017/S0009838817000301.
- Romm J. Ghost on the Throne : The Death of Alexander the Great and the War for Crown and Empire (англ.). — New York: Alfred A. Knopf, 2011. — 368 p. — ISBN 978-0-307-27164-8.
- Rose T. C. A historical commentary on Plutarch’s Life of Demetrius (англ.) / A thesis submitted in partial fulfillment of the requirements for the Doctor of Philosophy degree in Classics in the Graduate College of The University of Iowa Thesis Supervisor: Professor John F. Finamore. — Iowa City, Iowa: The University of Iowa, 2015. — doi:10.17077/etd.l3arbfzu.
- Tarn W. W. Heracles Son of Barsine (англ.) // The Journal of Hellenic Studies. — The Society for the Promotion of Hellenic Studies, 1921. — Vol. 41. — P. 18—28. — doi:10.2307/624794. — JSTOR 624794.
- Wheatley P. The Date of Polyperchon’s Invasion of Macedonia and Murder of Heracles (англ.) // Antichthon. — 1998. — Vol. 32. — P. 12—23.
- Wheatley P., Dunn C. Demetrius the Besieger (англ.). — Oxford: Oxford University Press, 2020. — ISBN 978-0-19-883604-9.